# 三枝とナニワ三姉妹!
『三枝とナニワ三姉妹!』（さんしとなにわさんしまい）は、NHK大阪放送局製作のバラエティ番組。
2002年度から2004年度にかけて放送された「今夜は見せまっせ」の流れを受け継いで、2005年度は土曜特集（毎週土曜19:30~20:45の単発番組）の中で不定期で放送された。番組では、落語家の桂三枝（現・6代目桂文枝）がメインパーソナリティーを務め、毎回NHK大阪ホールを舞台にゲストの歌手・タレントとのライブセッションやトーク・コントなどを交えて展開する。タイトルの「ナニワ三姉妹」は毎回大阪・関西圏出身の女性タレント・歌手3人が担当するということで付けられた。